# Persistenza della visione
La persistenza della visione è una ipotesi di un fenomeno, che, come nel 1829 da Joseph Plateau nella sua "Dissertation sur quelques propriétés des impressions produites par la lumière sur l'organe de la vue" (nella quale tuttavia non parla esplicitamente di "persistenza retinica"), risulterebbe nella persistenza per circa 1/50 di secondo dell'immagine a livello retinico. Plateau riteneva che la retina dell'occhio umano avesse la capacità di trattenere l'immagine per qualche frazione di secondo anche dopo che l'immagine stessa non era più visibile. Questo effetto visivo è coinvolto anche nella cosiddetta illusione della ruota del carro, ovvero l'illusione di vedere fermo o ruotante inversamente un oggetto che gira veloce . L'effetto sarebbe simile alla latenza o anche alla memoria iconica.

## Studi successivi
Uno studio sull'immagine consecutiva o "afterimage" è stato condotto dal fisico inglese Shelford Bidwell nel 1894. Una discussione sul meccanismo di formazione di questa immagine è originariamente riportata in "Principles of Human Physiology" di E. H. Starling.
Un aggiornamento recente è di Jearl Walker "Il fantasma di Bidwell e altri fenomeni associati".

### Correlazione con il cinema
Il concetto di persistenza retinica in rapporto al cinema viene enunciato espressamente nell'opuscolo di Silland "Nozioni sul cinematografo Augusto e Luigi Lumière", del 1897, ma non ci sono prove sperimentali e scientifiche attuali che colleghino concretamente questo concetto alla fisiologia della percezione dell'immagine in movimento.

### Dimostrazione dell'infondatezza della persistenza a livello retinico
A dimostrare l'errore è lo psicologo Max Wertheimer, fondatore della psicologia della Gestalt, con il saggio "Experimentelle Studien ueber das Sehen der Bewegung".
È questo autore a ipotizzare che la fusione di immagini simili e successive non avvenga nella retina, ma a un livello superiore e chiama questo processo "fenomeno phi". Nell'ambito della Gestalt viene successivamente fatta l'ipotesi di un corto circuito tra le diverse aree corticali di proiezione delle immagini.
Dopo Wertheimer il "fenomeno phi" viene trattato da Hugo Münsterberg ("The Photoplay; a Psychological Study", 1916), da Paul Linke, da Rudolf Arnheim ("Art and Visual Perception", 1956) e Albert Michotte ("Revue Internationale de Filmologie", ottobre 1948).
Gli ultimi dubbi sono stati fugati da L.G. Standing e R.N. Haber in "Quarterly Journal of Experimental Psychology" del 1969.